# 텔레마케팅

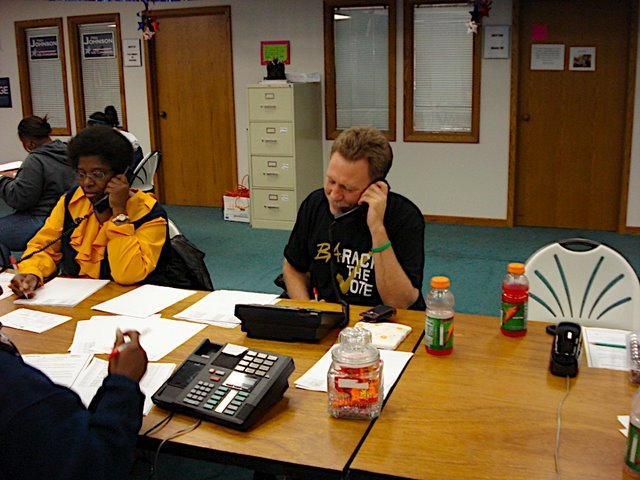
텔레 마케팅

텔레 마케팅(영어: telemarketing, 약어:TM)은 판매 업체 또는 콜 센터 등의 대행 업체가 소비자에게 전화를 걸거나 소비자가 전화를 걸도록 촉구하여 상품을 소개하거나 권유함으로써 계약을 체결하는 것을 목적으로 하는 영업 방식의 일종이다.
텔레 마케팅의 방법은 여러가지가 있다. 주로, 무차별로 전화하거나 특정 대상자에게 전화하는 방식이 있다.

## 같이 보기
- 콜 센터
- 다이렉트 마케팅
- 마케팅
- 스팸 광고